# Anopheles ohamai
Anopheles ohamai este o specie de țânțari din genul Anopheles, descrisă de Ohama în anul 1947. Conform Catalogue of Life specia Anopheles ohamai nu are subspecii cunoscute.